# Ахметьев, Иван Алексеевич
Иван Алексеевич Ахметьев (род. 31 марта 1950, Москва) — русский поэт и редактор.

## Биография
Родился 31 марта 1950 года в Москве.
Закончил московскую физико-математическую школу № 444.
Окончил физический факультет МГУ, работал инженером, сторожем, дворником, пожарным, рабочим в булочной, библиотекарем.
Стихи распространялись в самиздате, в том числе под псевдонимом Иван Алексеев. Под этим же именем в 1982 году участвовал в машинописном альманахе «Список действующих лиц».
Автор шести книг стихов (первая вышла в 1990 году в Мюнхене), публиковался также в журналах «Новый мир», «Дружба народов», «Новое литературное обозрение», вестнике современного искусства «Цирк Олимп».
Развивая традицию минимализма и конкретизма, идущую в современной русской поэзии от «лианозовской школы», Ахметьев в своих миниатюрах пристально фиксирует мельчайшие речевые детали, выделяя в осколках обыденной речи присутствие самородного поэтического начала.
Выступал в качестве публикатора неофициальной поэзии и прозы советского времени (Евгений Кропивницкий, Георгий Оболдуев, Иван Пулькин, Ян Сатуновский, Павел Улитин и др.); соредактор поэтического раздела антологии «Самиздат века» (1997), куратор созданного на его основе Интернет-проекта «Неофициальная поэзия». Составитель, редактор и соредактор ряда других антологий и авторских сборников.

## Награды и премии
Лауреат Премии Андрея Белого 2013 года в номинации «За заслуги перед литературой» («за многолетний труд по подготовке публикаций классиков русской неподцензурной литературы XX века, участие в составлении антологий „Поэзия второй половины XX века“, „Русские стихи 1950—2000“»).
Лауреат премии-стипендии Фонда Иосифа Бродского 2019 года.

## Основные публикации
- Миниатюры. — Мюнхен, 1990.
- Стихи и только стихи. — М.: Издат. квартира Андрея Белашкина, 1993.
- Девять лет. — М.: ОГИ, 2001.
- Amores: Стихи 1966—2002. — М.: ЛИА Р. Элинина, 2002.
- ничего обойдётся. — М.: Самокат, 2011.
- Лёгкая книжка. — М.: всегоничего, 2020.